# Rubus rubrisetulosus
Rubus rubrisetulosus är en rosväxtart som beskrevs av Jules Cardot. Rubus rubrisetulosus ingår i släktet rubusar, och familjen rosväxter. Inga underarter finns listade i Catalogue of Life.